# Symphony of Enchanted Lands II: The Dark Secret
Symphony of Enchanted Lands II: The Dark Secret (c англ. «Симфония зачарованных земель II: Тёмная тайна») — шестой студийный альбом итальянской группы Rhapsody, вышедший в 2004 году.

## История
Symphony of Enchanted Lands II: The Dark Secret начинает новую серию сюжетных альбомов, продолжающую Сагу об Изумрудном Мече, законченную в предыдущем цикле из пяти альбомов. Первая часть названия отсылает ко второму альбому Rhapsody Symphony of Enchanted Lands. Альбом стал менее тяжелым, чем его предшественник, и продемонстрировал большее влияние голливудских саундтреков. Автор обложки — Марк Клиннерт.
В создании сценария альбома и его записи принял участие голливудский актёр Кристофер Ли, читавший текст «от рассказчика». На песни «Unholy Warcry» и «Magic of the Wizard’s Dream» были сняты видеоклипы с участием Ли. В сингловой версии «Magic of the Wizard’s Dream», на которую и был снят клип, Фабио Лионе и Кристофер Ли поют дуэтом, однако в альбом вошла версия с вокалом одного Фабио.

## Концепция
Сюжет альбома, рассказанный от лица короля-чародея Ираса Алгора (озвученного Кристофером Ли), представляет собой историю в жанре фэнтези, имеющую продолжение в следующих альбомах. Спустя много лет после победы над ордами демонов новая опасность нависла над землями Алгалорда. Властелин демонов Некрон может возродиться через пророчество, записанное им в семи чёрных книгах. Шесть из этих книг были уничтожены, однако седьмая, как гласит откровение ангела Эриана, скрыта в подземельях Дар-Кунора. Только один человек может показать путь туда, и это — Даргор Князь Теней, получеловек-полудемон. Его отец, демон Ванкар, является Даргору во снах, укоряя его за предательство, но несмотря на душевные метания, Даргор (озвученный Фабио Лионе) отрекается от своего отца.

## Список композиций
1. «The Dark Secret» 4:13
2. «Unholy Warcry» 5:53
3. «Never Forgotten Heroes» 5:32
4. «Elgard’s Green Valleys» 2:19
5. «The Magic of the Wizard’s Dream» 4:30
6. «Erian’s Mystical Rhymes» 10:31
7. «The Last Angels' Call» 4:36
8. «Dragonland’s Rivers» 3:44
9. «Sacred Power of Raging Winds» 10:06
10. «Guardiani del Destino» 5:51
11. «Shadows of Death» 8:13
12. «Nightfall on the Grey Mountains» 7:20
13. «Lo Specchio D’Argento» (Bonus) 4:14

Все песни написаны Лукой Турилли и Алексом Старополи. В композиции «Sacred Power of Raging Winds» использован фрагмент концерта для флейты пикколо ля минор Антонио Вивальди; в соло к песне «The Last Angels' Call» использована мелодия романса «Очи чёрные».

## Участники записи

### Rhapsody
- Лука Турилли — гитара
- Фабио Лионе — вокал
- Алекс Старополи — клавишные
- Патрис Гуэрс — бас-гитара
- Алекс Хольцварт — ударные

### Приглашённые музыканты
- Кристофер Ли — вокал, чтение текста
- Мануэле Старополи — флейта
- Чинция Риццо, Роберт Хунеке-Риццо, Оливер Хартманн, Томас Реттке — хор
- Дана Лурье — скрипка